# Red Fever
Pour plus de détails, voir Fiche technique et Distribution.
Rougemania (Red Fever) est un film québécois réalisé par Neil Diamond et Catherine Bainbridge, sorti en 2024.

## Synopsis
Rougemania suit le coréalisateur canadien d’origine crie Neil Diamond, alors qu’il entreprend un voyage passionnant pour tenter de déchiffrer le mystère de cette fascination mondiale pour les représentations stéréotypées des premiers peuples, omniprésentes dans la culture populaire.

## Fiche technique
- Titre : Rougemania
- Titre original : Red Fever
- Réalisation : Neil Diamond et Catherine Bainbridge
- Scénarisation : Neil Diamond, Catherine Bainbridge
- Production : Lisa M. Roth
- Co-production : Rebecca Lessard
- Production exécutive : Catherine Bainbridge, Linda Ludwick, Ernest Web
- Production associée : Brittany LeBorgne
- Productrice au contenu : Joanne Robertson
- Montage : Rebecca Lessard
- Colorisation : Vicky-Lynn Roy
- Illustration : Meky Ottawa, Destiny Chescappio
- Conception sonore : Daniel Toussaint
- Mixage sonore : Daniel Toussaint
- Musique originale : Jesse Zubot, Pura Fé
- Distribution : Les Films du 3 Mars
- Pays d'origine : Canada (Québec)
- Langue originale : Anglais
- Genre : Documentaire
- Durée : 104 minutes
- Date de sortie :
  - Canada : 1 mai 2024 (Festival international canadien du documentaire Hot Docs)

## Accueil

### Sortie
Le film a fait sa première mondiale au Festival international canadien du documentaire Hot Docs en mai 2024. Il remporte le prix Nigel Moore au Festival DOXA à Vancouver. Il prendra l'affiche le 14 juin au Canada.
Rouge mania (V.F. de Red Fever) est disponible sur ICI TOU.TV.

## Distinctions

### Nominations
- Festival international canadien du documentaire Hot Docs
- Festival du film documentaire DOXA